# Im toten Winkel
Im toten Winkel (alemany: En el punt cec) és una pel·lícula de thriller de misteri del 2023 alemanya dirigida i escrita per Ayşe Polat. Protagonitzada per Katja Bürkle, Ahmet Varlı, Çağla Yurga i Aybi Era, la pel·lícula tracta sobre Melek, una nena turca de 7 anys i el seu pare Zafer, que es veuen abocats a una complexa xarxa de conspiració, paranoia i trauma generacional. Fou seleccionada a Encounter al 73è Festival Internacional de Cinema de Berlín, on es va estrenar el 19 de febrer de 2023.

## Argument
En un poble remot kurd, al nord-est de Turquia, un equip de filmació alemany roda un documental. Troben una dona gran fent un ritual en memòria del seu fill desaparegut. Al poble viu Melek, una nena turca de 7 anys, la mainadera de la qual és la traductora al kurd de l'equip de filmació. Zafer, el seu pare treballa per a un grup ominós. Quan aparentment es veu perseguida per un poder desconegut, ell es veu atrapat entre la lleialtat cap a ells i la por pel benestar de la seva família. Això finalment es converteix en una força ruïnosa. La pel·lícula desencadena una complexa xarxa de conspiració, paranoia i trauma generacional.

## Repartiment
- Katja Bürkle com a Simone
- Ahmet Varlı com a Zafer
- Çağla Yurga com a Melek
- Aybi Era com a Leyla
- Maximilian Hemmersdorfer com a Christian
- Nihan Okutucu com a Sibel
- Tudan Ürper com a Hatice
- Mutallip Müjdeci com Hasan
- Rıza Akın com a Burhan
- Aziz Capkurt com a Eyüp

## Producció
La pel·lícula es va rodar del 24 d'abril de 2021 al 24 de juny de 2021 a Turquia i Hamburg.

## Recepció
Jay Weissberg per a The Film Verdict va escriure: "Un thriller polític atrevit i esgarrifós de perspectives canviants en què el pes del terror sancionat per l'estat comença a aixafar un agent de seguretat a l'est de Turquia, on el trauma i la paranoia trenquen el teixit social."
Joseph Fahim de Middle East Eye va escriure: "Un thriller polític imbuït de comentaris abrusadors, aquesta és la millor pel·lícula de Polat fins ara i és una instantània d'un lloc sense llei governat per la xenofòbia i la paranoia... L'ús de la càmera, tant com a eina de vigilància com com a gravador de veritats reprimides, reflecteix els perills de la creació d'imatges en una cultura aterrada, però fascinada, pel que pot ser i el que es mostra."
Vladan Petkovic de Cineuropa va escriure: "Un thriller de misteri amb una narració a l'estil Rashomon, Im toten Winkel de la cineasta alemanya-kurda Ayşe Polat estableix una premissa intrigant... La pel·lícula combina la seva cinematografia clau amb vídeos de càmera oculta de telèfons, que la fa sentir expansiva i rica a la superfície, però l'edició massa ordenada fa que l'estructura de la pel·lícula sigui massa òbvia, eliminant-li la màgia. D'altra banda, la ciutat on transcorre la història és un escenari excel·lent que combina magnífiques ruïnes antigues amb carrerons foscos i estrets i jaciments abandonats. Com a tal, és un rerefons ideal tant per al misteri com per al tema general del trauma transgeneracional ..."

## Reconeixements
| Premi                                        | Data de cerimònia      | Categoria                                  | Receptor                     | Resultat  | Ref.   |
| -------------------------------------------- | ---------------------- | ------------------------------------------ | ---------------------------- | --------- | ------ |
| Festival Internacional de Cinema de Berlín   | 26 de febrer de 2023   | Placa d'Ós d'Or                            | Im toten Winkel              | Nominat   | [ 9 ]  |
| Festival Internacional de Cinema d'Istanbul  | 18 d'abril de 2023     | Golden Tulip (Millor pel·lícula)           | Im toten Winkel              | Guanyador | [ 10 ] |
| Festival Internacional de Cinema d'Istanbul  | 18 d'abril de 2023     | Millor guió                                | Ayse Polat                   | Guanyador | [ 10 ] |
| Festival Internacional de Cinema d'Istanbul  | 18 d'abril de 2023     | Millor muntatge                            | Serhad Mutlu, Jörg Volkmar   | Guanyador | [ 10 ] |
| Festival Internacional de Cinema d'Istanbul  | 18 d'abril de 2023     | Premi FIPRESCI                             | Im toten Winkel              | Guanyador | [ 10 ] |
| Festival Internacional de Cinema d'Oldenburg | 17 de setembre de 2023 | Premi a la Independència d'Alemanya        | Im toten Winkel              | Guanyador | [ 11 ] |
| Festival de Cinema d'Ankara                  | 10 de novembre de 2023 | Millor director                            | Ayse Polat                   | Guanyador | [ 12 ] |
| Festival de Cinema d'Ankara                  | 10 de novembre de 2023 | Millor guió                                | Ayse Polat                   | Guanyador | [ 12 ] |
| Festival de Cinema d'Ankara                  | 10 de novembre de 2023 | Millor fotografia                          | Patrick Orth                 | Guanyador | [ 12 ] |
| Festival de Cinema d'Ankara                  | 10 de novembre de 2023 | Millor muntatge                            | Serhad Mutlu, Jörg Volkmar   | Guanyador | [ 12 ] |
| Festival de Cinema d'Ankara                  | 10 de novembre de 2023 | Millor direcció d'art/disseny de producció | Osman Özcan, Görkem Canbolat | Guanyador | [ 12 ] |
| Festival de Cinema d'Ankara                  | 10 de novembre de 2023 | Millor actor                               | Ahmet Varlı                  | Guanyador | [ 12 ] |
| Festival de Cinema d'Ankara                  | 10 de novembre de 2023 | Millor actriu secundària                   | Nihan Okutucu                | Guanyador | [ 12 ] |